# Campaña del Cofete
La Campaña del Cofete fue dirigida por Alejandro Magno entre mayo del 327 a. C. y marzo del 326 a. C. Fue conducido por Swat, en lo que ahora es la región de Punyab, en Pakistán. El objetivo de Alejandro era asegurar su línea de comunicaciones para poder llevar a cabo una campaña en la India. Para lograr esto, necesitaba capturar una serie de fortalezas controladas por las tribus locales.

## Trasfondo
Uno de los propósitos de Alejandro Magno fue conquistar todo el Imperio persa, que se extendía hasta Gandhara. El rey persa Darío el Grande envió a uno de sus generales, Escílax, a navegar por el Indo. Después de esta expedición, Darío pudo conquistar el territorio indio circundante, por el que recibía un tributo de 350 talentos eubeos por año. Se sabe relativamente poco sobre Punyab en los días de Alejandro, pero se sabe que hubo una variedad de principados y repúblicas, que los indios llamaron pueblos "sin rey".
El rey de Taxila, Omphis, a quien los macedonios llamaron Taxila, había invitado a Alejandro a acudir en su ayuda en su lucha contra el soberano vecino Poros. Poros era considerado el príncipe más poderoso de la región. Otro rey indio, Sisicotus, había servido en el ejército persa en Gaugumela y posteriormente fue vasallo de Alejandro. Alejandro obtuvo información muy útil sobre la región de estos dos reyes.
Alejandro comenzó a planear la expedición dos años antes, en el 329 a. C., pero se había retrasado en llevar a cabo la expedición por una serie de revueltas que habían tenido lugar en Aria, Sogdiana y Bactria. Fue retenido al sofocar estas revueltas mientras marchaba a través de la cadena montañosa Hindú  Kush a mediados del invierno y decidió acampar en las montañas. En este periodo fundó la ciudad de Alejandría del Cáucaso. Esta ciudad se encontraba a unos cuarenta kilómetros al noroeste de la moderna Kabul, en Afganistán.
Al volver a Alejandría y al Cáucaso en mayo del 327 a. C. encontró un exceso de víveres y suministros listos para que el ejército iniciara su expedición a la India. Sin embargo, hubo asuntos administrativos que requirieron su atención. Tanto el sátrapa de Paropamisadae, Proëxes, como el comandante de la guarnición, Neiloxinus, fueron reemplazados debido a su conducta insatisfactoria. Cuando Alejandro partió hacia Nicea, se dice que tenía 150 000 soldados. Los historiadores han expresado dudas sobre la veracidad de estos números. Alejandro tenía en su ejército soldados de Grecia, Tracia y Agrania, así como de diversos territorios dentro de su nuevo imperio. Al dejar Alejandría y el Cáucaso, Alejandro marchó a Nicea, donde realizó un sacrificio a Atenea (que era su costumbre al comienzo de cada campaña) y exclamó que estaba siguiendo los pasos de su antepasado Heracles. Después comenzó su avance hacia el Indo a lo largo del río Cofete.

## Primera fase
Mientras estaba en marcha, Alejandro envió embajadores a las diversas tribus que se encontraban delante de él, a quienes ordenó que se sometieran y le proporcionaran rehenes. Taxila y otros príncipes le llevaron regalos como prueba de su vasallaje, y le rindieron tributo con regalos para los macedonios. Entre los regalos que proporcionaron los soberanos había 25 elefantes, un regalo que los macedonios nunca habían visto antes.
Como Alejandro había reemplazado efectivamente a Darío III como rey de Persia, ahora era el nuevo señor supremo del Imperio, incluida la región más oriental. Por lo tanto, Alejandro fue capaz de tratar a cualquiera que se resistiera a él como un rebelde. Mientras descendía al valle del Cofete, Alejandro informó a sus nuevos vasallos de sus intenciones; planeaba pasar el resto del verano y el otoño reduciendo la región que tenía delante hasta el río Indo.  A partir de allí iba a proceder más allá del Indo y castigar a los estados y tribus indios que no lo habían reconocido como su señor supremo y no le habían enviado a sus embajadores con tributos.
Sin embargo, descubrió que la campaña era mucho más difícil de lo que había previsto. En Nicea se tomó el tiempo para dividir su ejército en dos fuerzas separadas, con el objetivo de mantener las líneas interiores para poder reforzar su ejército en cualquier punto, en el caso de que alguna sección de este se viese amenazada durante el curso de su campaña en el valle del Cofete. Además de esto, estas dos fuerzas debían evitar que los gobernantes indios de la región combinaran sus fuerzas y coordinaran sus esfuerzos contra los macedonios.
El ejército que debía marchar a lo largo del río Cofete iba a ser comandado por Pérdicas y Hefestión. Fueron acompañados por el rey de Taxila para aprovechar su conocimiento de la región. Debían avanzar por la orilla sur del Cofete. Tenían a su disposición tres brigadas lideradas por Gorgias, Clitus y Meleager, la mitad de los hetairoi (en su mayoría nobles macedonios que estaban equipados con una lanza, un escudo y fueron disciplinados a tal grado que han sido llamados "la primera caballería de verdad ") y toda la caballería mercenaria griega.  Sus instrucciones eran seguir el río hacia el Indo, y someter a todas las ciudades y fortificaciones en el camino mediante de una reducción sistemática o por términos. Posteriormente debían construir un puente a su llegada al Indo, para que cuando Alejandro y sus tropas llegaran después del invierno pudieran proceder a cruzar el río y castigar a las tribus en todo el Indo.
Mientras tanto, Alejandro tenía a su disposición la mayor parte de las fuerzas de su ejército. Estas fuerzas comprendían el escudo que llevaba a los guardias conocidos como los "escudos de plata", cuatro regimientos de hetairoi, la falange (que no eran los que marchaban con la primera columna), los agêma, los arqueros, la otra mitad de los arqueros a caballo, los agrianos y la caballería lancera.
El plan de Alejandro era marchar a lo largo de todos los valles que se encontraban entre Nicea y el río Indo, con el objetivo de someter a aquellas tribus que no habían pagado tributo.
Alejandro recibió información de que los aspasianos, la primera tribu en cuyas tierras había entrado, se habían retirado a su capital. Ansiosos por vencerlos, los macedonios cruzaron un río con toda la caballería y ochocientos soldados de infantería macedonios montados a caballo. Llegaron lo suficientemente rápido como para matar a varios aspasianos y llevarlos dentro de sus muros. El resto del ejército salió al día siguiente y tomó la ciudad. Sin embargo, varios aspasianos decidieron huir antes de que la ciudad fuera tomada, ya que vieron su causa como perdida. Los macedonios los siguieron y mataron a muchos de ellos. Los hombres de Alejandro, enfurecidos de ver que su rey había sido herido durante el curso del asedio, arrasaron la ciudad por completo. Los macedonios marcharon hacia la próxima ciudad, Andaca, que capituló.
Más tarde Alejandro abandonó a Craterus, a quien probablemente había tenido en su ejército para tal ocasión, al mando de una fuerza responsable de obtener y mantener el control de las tribus que vivían en los valles circundantes.
El siguiente destino de Alejandro era Euspla, donde se estableció el Rey de los aspasianos. En este punto, los aspacios dieron su causa por perdida, por lo que quemaron esta ciudad y huyeron.  Los macedonios los persiguieron, y durante el combate subsiguiente, uno de los aspasios empujó su lanza justo a través del peto de Ptolomeo, pero la lanza no hizo contacto con él debido a que la armadura detuvo la gravedad del golpe. Fue entonces cuando Ptolomeo mató al rey de los aspasios.

## Segunda fase
Después de derrotar a los aspasios y asegurar sus vías de comunicación, los macedonios marcharon hacia la ciudad fortificada de Arigaeum. Al enterarse de la capacidad de Alejandro como general y sitiador, la población arrasó la fortaleza. Fue en este punto en particular cuando Craterus regresó a Alejandro después de obtener el control de los valles aspasianos, incluido Andaca. Alejandro ordenó a Craterus establecer varias colonias nuevas en la región, incluido Arigaeum. El control de Arigaeum y Andaca fue importante para controlar el río Choaspes, y ocupar las fortalezas con guarniciones saludables sería ventajoso para Alejandro en el caso de haber revueltas.
Los guraeos se habían retirado después de quemar su ciudad fortificada, se unieron con sus compañeros de la tribu y se prepararon para enfrentarse a Alejandro.

### Batalla enArigaeum

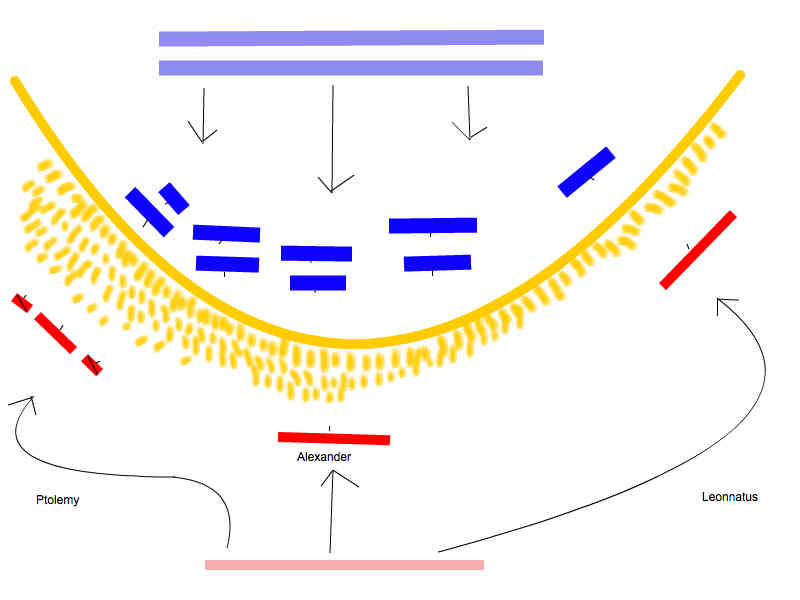
La fuerza del Rey ocupa el centro de la línea macedonia mientras que las fuerzas de Ptolomeo y Leonnatus toman un circuito para atrapar a los bárbaros por sorpresa

Ptolomeo, que había sido enviado al frente en una expedición de búsqueda de comida, regresó al contingente principal del ejército bajo Alejandro e informó que había una gran fuerza reunida y preparada para enfrentar a los macedonios.
Cuando los macedonios llegaron donde la fuerza se había reunido, Alejandro dividió su ejército en tres partes. Ordenó a Ptolomeo tomar el flanco izquierdo, para ello mandó un tercio de los hispaspistas, las brigadas de Felipe y Filotas, dos escuadrones de caballería arquera, los agrianos y la otra mitad de la caballería restante; a Leonatus le ordenó tomar el flanco derecho, con las brigas de Atalo y Balacrus. Alejandro tomó el centro opuesto al centro de Guraean y envió a Ptolomeo y Leonatus a sus respectivos flancos por rutas que los guraeos no podían observar para ocultarlos, alineados oblicuamente con su línea central, de los guraeos. El contingente de Alejandro era comparativamente más pequeño, y su plan era atraer fuera y luchar contra ellos mientras Leonatus y Ptolomeo tomaban sus flancos.
Como era de esperar, los guraeos atacaron al pequeño contingente de Alejandro y después de que Ptolomeo se enfrentara en una dura lucha, logró la victoria en su flanco. La victoria de Leonatus fue más fácil, después de lo cual el enemigo se rindió. Se dice que 40 000 guraeos fueron capturados.

## Tercera fase
Después de su victoria sobre los guraeos, Alejandro marchó por el río Garaeus sometiendo a las tribus de esta región para pagar tributo. Desde allí se dirigió al valle del Suasto donde había una fuerza de dos mil jinetes, treinta mil infantes y treinta elefantes. Alejandro corrió hacia adelante con la vanguardia, tratando de hacer todo lo posible para alterar sus preparativos, mientras que Craterus lo siguió a un ritmo más metódico con la fuerza principal. Se menciona específicamente que tenía las máquinas de asedio con él. Debe haber sido un gran alivio para los macedonios avanzar hacia las tierras relativamente planas de esta región del Indo, en comparación con las regiones montañosas en las que habían estado. La velocidad con la que avanzó la vanguardia macedonia fue tal que Alejandro pudo evitar enfrentarse a un complemento completo de las fuerzas enemigas. En respuesta a las tácticas de Alejandro, se escribió que cada una de las tribus enemigas se retiraba a sus respectivos territorios.

## Asedio aMassaga

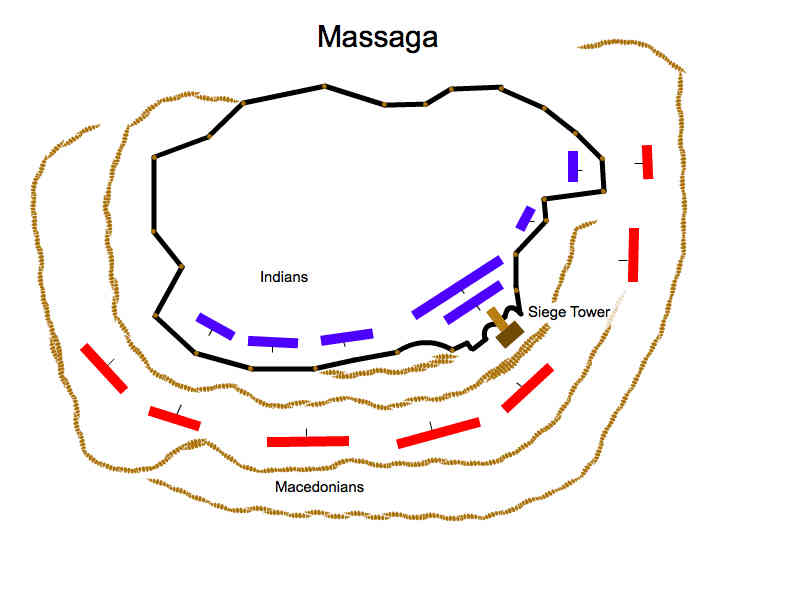
Alejandro ordenó que se construyera una torre y una terraza y luego ordenó que los arqueros y los honderos se colocaran en la parte superior de la torre y obligaran a los defensores a abandonar las murallas

Alejandro marchó hacia Massaga, la ciudad fortificada Assacenian más grande y su capital.  Los asceánicos habían adquirido los servicios de 7.000 mercenarios de más allá del Indo. Estos mercenarios eran soldados de considerable capacidad, y como resultado de su presencia, tanto los asceánicos como los mismos mercenarios confiaban en la victoria contra los macedonios.
Al llegar a Massaga, Alexander ordenó que el campamento se estableciera fuera de la capital. Sin embargo, por lo que los Assacen estaban tan confiados gracias al apoyo de sus mercenarios que decidieron atacar de inmediato.  Al ver una oportunidad, Alejandro ordenó a sus hombres retirarse a una colina a una milla de distancia de la ciudad.  Al perseguir a los macedonios, los asceános perdieron su disciplina y se desordenaron debido a su excitación ante la perspectiva de haber atrapado a los macedonios por sorpresa. Sin embargo, cuando finalmente estuvieron dentro del alcance de los arcos macedonios, Alejandro ordenó a sus arqueros disparar contra los Asceánicos. Los hombres de jabalina montados, agrianios y arqueros se lanzaron de inmediato para atacar. Estos fueron rápidamente seguidos por la falange, que Alexander dirigió en persona. Alejandro fue herido durante el curso de esta acción y se dice que declaró: "Pueden llamarme hijo de Zeus, pero sufro no obstante como un mortal. ¡Esto es sangre, no icor!".
Un asalto posterior a Massaga resultó ser infructuoso con los mercenarios profesionales que demostraban que valían el oro que les pagaban. Al día siguiente, Alexander ordenó que se subiera el equipo de asedio y ordenó que se derribara una sección de la pared. [30] Sin embargo, los mercenarios tuvieron éxito en evitar que esta acción tuviera éxito. Como resultado, Alexander ordenó que se construyera una torre y una terraza; esto tomó nueve días.  Alejandro luego ordenó que la torre avanzara hacia la pared. Arqueros y honderos, muy probablemente de Chipre, estaban estacionados en la torre a medida que avanzaban para mantener a los defensores a distancia.
Los mercenarios lucharon ferozmente y no dejaron pasar a los macedonios. Al día siguiente, Alejandro ordenó que desde la torre extendieran un puente y tendrían a los mismos hombres que tomaron por asalto a Tiro desde los puentes construidos sobre el lunar para atacar a los asceánicos. Mientras tanto, los arqueros y los honderos seguirían disparando como antes. Sin embargo, nuevamente los mercenarios pusieron una feroz resistencia. Mientras esto sucedía, Alejandro ordenó que una unidad de hippasistas cargara a través del puente hacia los mercenarios. Sin embargo, muchos de ellos se apresuraron demasiado rápido y el puente construido a toda prisa colapsó bajo su peso. Al ver la oportunidad, los Assacenios dispararon ráfagas de flechas, piedras e incluso bolas de fuego en la zanja en la parte superior de los hombres. El pozo en el que habían caído los hipópagos sería su tumba, y muchos de ellos fueron asesinados. Sin embargo, Alejandro salvó a los que pudo atacando esta salida con un contraataque propio.
Al día siguiente, los macedonios construyeron otro puente y atacaron de manera similar. Sin embargo, durante el curso del ataque, los macedonios lograron matar al líder de los mercenarios. Consecuentemente, los Ascenios decidieron negociar su rendición.
Las condiciones de Alejandro para su rendición fueron que los Ascenios acuerdan servir bajo él y le entregan a la familia del rey Massagan como rehenes. Sin embargo, los Ascenios no estaban dispuestos a aceptar esto ya que esto significaría luchar contra sus compañeros tribus y clanes. Decidieron retirarse del campamento que habían hecho cerca de la ciudad después de haberse entregado a Alejandro. Al enterarse de esto, Alejandro hizo que sus tropas rodeasen la colina donde los Ascendientes estaban acampados. Cuando los Ascenios intentaron escapar, se desató el infierno y los macedonios mataron a muchos de ellos. Después de esto, los macedonios regresaron a Massaga y lo tomaron con facilidad, y mataron a todos los soldados en la guarnición de la ciudad. Durante el curso del asedio, los macedonios no habían perdido más de 25 hombres, sin embargo, varios de ellos resultaron heridos.

## Eventos anteriores a Aornus
Durante el asedio de la fortaleza de Massaga, Alejandro opinaba que la toma de Massaga golpearía a las tribus en el territorio circundante con temor en cuanto a su poder y habilidad. Cuando se hizo evidente que la fortaleza se rendiría, Alejandro decidió enviar a varios de sus lugartenientes a las ciudades fortificadas de los alrededores para dar seguimiento a esta victoria. Ordenó a Coeno que procediera a Bazira con la expectativa de que esta ciudad capitularía como resultado de Massaga. Simultáneamente, envió a Alcetas, Atalo y Demetrio a Ora con las órdenes específicas de bloquear a Ora hasta que pudiera llegar y tomarlo.
Al llegar a Ora, Alcetas fue atacada por los habitantes de Ora. Sin embargo, Alcetas fue capaz de conducir fácilmente esta salida de vuelta a la ciudad. Bazira, que estaba en el precipicio de una montaña, estaba fortificada por "la naturaleza y el arte" y no mostraba signos de capitulación. Después de recibir la sumisión de Massaga y masacrar a sus habitantes, Alejandro partió en dirección a Bazira. Sin embargo, mientras se dirigía a Bazira recibió la noticia de que Abisares, el gobernante de Hazara, iba a cruzar el Indo con sus soldados para interrumpir el asedio y ayudar a Ora. Alejandro cambió sus planes y partió hacia Ora con todas las fuerzas bajo su mando inmediato. Además de esto, ordenó a Coenus establecer un campamento y fortificarlo como una base de operaciones eventual contra la ciudad de Bazira. Coeno debía entonces dejar una guarnición adecuada en esa base para observar a Bazira y mientras se unía a Alejandro y sus fuerzas en Ora.
Sin embargo, cuando Coeno abandonó Bazira, los habitantes de la ciudad salieron y atacaron el campamento que había establecido. Estos miembros de la tribu perdieron 500 de sus compañeros tribales durante el curso de este ataque, y fueron fácilmente rechazados. Unos días más tarde, los macedonios pudieron tomar Ora, después de lo cual los habitantes de Bazira vieron su causa como perdida, abandonaron Bazira ante los macedonios y se dirigieron a Aornus.
Fue como resultado de estas conquistas que Alejandro hizo para conquistar a los habitantes del valle de Peshawar. El valle de Peshawar corría perpendicularmente al río Swat, que corría en un eje norte-sur.. Este valle era efectivamente una abertura por la cual Abisares podría pasar. Por lo tanto, era fundamental que Alejandro tomara todo el valle para que no se pudieran enviar refuerzos al valle y que atravesara la salida norte o sur del valle y atacara a Alejandro mientras sitiaba a Aornus. Un historiador de Alejandro, que se ocupó del tema y examinó la topografía de la región, dijo lo siguiente sobre la situación estratégica que Alejandro había desarrollado para sí mismo como resultado de esta campaña para entender las sólidas razones estratégicas que causaron que Alejandro, antes de atacar a Aornus, primero girara hacia el sur hasta el valle de Peshawar. Una vez que había consolidado su posición allí y había hecho sus arreglos para cruzar el Indo de manera segura, podía moverse con seguridad hasta la orilla derecha y atacar el refugio de montaña de los fugitivos Swat del sur. Así evitó el enredo de la región montañosa que habría asistido y obstaculizado la persecución directa desde el lado de Swat. El anfitrión fugitivo podría ser aislado de la retirada al este del Indo y de la asistencia que pudiera ofrecer Abisares, el gobernante de ese lado. Finalmente, al atacar a Aornus desde el sur, Alejandro podría disponer de todas las ventajas que el valle del Indo y las llanuras fértiles del valle de Peshawar ofrecerían con respecto a suministros y otros recursos.

## Asedio de Aornos

Aornos se encuentra ubicado al norte de Taxila

Aornos (el moderno Swat, Pakistán) fue el sitio del último asedio de Alejandro Magno, "el clímax de la carrera de Alejandro como el mayor sitiador de la historia", según el biógrafo de Alexander Robin Lane Fox. El asedio tuvo lugar en el invierno de 327-326 a. (El sitio ha sido identificado como cerca de la montaña Pir-Sar en Swat por Aurel Stein en 1926, y ha sido confirmado por los arqueólogos). Ofreció la última amenaza a la línea de suministro de Alejandro, que se extendía de una manera peligrosamente vulnerable, sobre el Hindu Kush de vuelta a Balkh. El sitio se encuentra al norte de Attock en Punjab, en un espolón montañoso fuertemente reforzado sobre las estrechas gargantas en una curva del alto río Indo. Tenía una cumbre plana bien provista de manantiales naturales y lo suficientemente amplia para cultivar. Por lo tanto, no se puede pasar hambre a la sumisión. Los miembros de las tribus vecinas que se rindieron a Alejandro se ofrecieron a llevarlo al mejor punto de acceso.
Ptolomeo y el secretario de Alejandro Eumenes, cuyo relato proporcionó material para todos los registros posteriores del evento, reconocieron y reforzaron un espolón vecino al oeste con una empalizada y zanja. Su señal de fuego a Alejandro también alertó a los defensores de Pir-Sar, y se necesitaron dos días de escaramuzas en los estrechos barrancos para que Alejandro se reagrupara. En el vulnerable lado norte que conduce al fuerte, Alejandro y sus catapultas fueron detenidos por un profundo barranco. Para llevar las máquinas de asedio al alcance, se construyó un montículo de movimiento de tierras para salvar el barranco con carpintería, matorrales y tierra. El primer día de trabajo acercó el cerco de asedio a 50 metros (60 yardas), pero a medida que los lados del barranco caían abruptamente por debajo, el progreso se ralentizó rápidamente. Sin embargo, al final del tercer día, una pequeña colina conectada al extremo más cercano de Pir-Sar estaba al alcance y fue tomada, después de que Alejandro estuviera en la vanguardia y su primera fuerza fuera repelida por rocas rodadas desde arriba. Tres días de golpes de tambor marcaron la celebración de los defensores de la repulsión inicial, seguida de un retiro sorpresa. Alexander se subió a la última pared rocosa con una cuerda. Alejandro despejó la cumbre, matando a algunos fugitivos (inflados por Arrian a una masacre) y erigió altares a Atenea Nike, Atenea de la Victoria, cuyas huellas fueron identificadas por Stein.